# Tundrablommossa
Tundrablommossa (Schistidium holmenianum) är en bladmossart som beskrevs av Steere och Brassard. Tundrablommossa ingår i släktet blommossor, och familjen Grimmiaceae. Arten har ej påträffats i Sverige.